# Tellurium (mekanisme)
 For alternative betydninger, se Tellurium. (Se også artikler, som begynder med Tellurium)
Tellurium (latin: tellus betyder 'Jorden') er en mekanisk model af Jorden, Månen og Solen. Med modellen kan man anskueliggøre døgnet og årstiderne samt Månens faser, idet Månen kredser om Jorden, når den sættes i bevægelse omkring Solen. 
Cicero fortæller i 1. årh. F.Kr. at den græske filosof Poseidonios konstruerede et tellurium (sandsynligvis magen til Antikythera-mekanismen), som viste hvordan Solen, Månen og de fem kendte planeter cirkulerede på et døgn. 